# Kreissparkasse Traunstein-Trostberg
Die Kreissparkasse Traunstein-Trostberg ist ein öffentlich-rechtliches Kreditinstitut mit Sitz in Traunstein in Bayern. Ihr Geschäftsgebiet ist der Landkreis Traunstein.

## Organisationsstruktur
Die Kreissparkasse Traunstein-Trostberg ist eine Anstalt des öffentlichen Rechts. Rechtsgrundlagen sind das Sparkassengesetz, die bayerische Sparkassenordnung und die durch den Träger der Sparkasse erlassene Satzung. Organe der Sparkasse sind der Vorstand und der Verwaltungsrat.

## Geschäftsausrichtung
Die Kreissparkasse Traunstein-Trostberg betreibt als Sparkasse das Universalbankgeschäft. Die Kreissparkasse Traunstein-Trostberg wies im Geschäftsjahr 2023 eine Bilanzsumme von 2,739 Mrd. Euro aus und verfügte über Kundeneinlagen von 2,214 Mrd. Euro. Gemäß der Sparkassenrangliste 2023 liegt sie nach Bilanzsumme auf Rang 178. Sie unterhält 30 Filialen/Selbstbedienungsstandorte und beschäftigt 390 Mitarbeiter.

## Sparkassen-Finanzgruppe
Die Kreissparkasse Traunstein-Trostberg ist Teil der Sparkassen-Finanzgruppe. Die Sparkasse vertreibt daher z. B. Bausparverträge der LBS, offene Investmentfonds der Deka und vermittelt Versicherungen der Versicherungskammer Bayern. Die Funktion der Sparkassenzentralbank nimmt die Bayerische Landesbank wahr.